# Dobravica (Šentjernej, Slovenija)
Dobravica je naselje u slovenskoj Općini Šentjerneju. Dobravica se nalazi u pokrajini Dolenjskoj i statističkoj regiji Donjoposavskoj regiji. 

## Stanovništvo
Prema popisu stanovništva iz 2002. godine naselje je imalo 158 stanovnika.